# Esengül Aypek
Esengül Aypek (* 26. Juni 1993 in Ankara) ist eine türkische Schauspielerin.

## Leben und Karriere
Aypek wurde am 26. Juni 1993 in Ankara geboren. Sie studierte an der Bilkent-Universität. Von 2015 bis 2017 war sie in der Fernsehserie Beni Affet zu sehen. Anschließend trat sie in Esaretim Sensin auf.
Unter anderem spielte sie in Beni Bırakma mit. Im selben Jahr bekam Aypek in dem Film Sessiz Terapi eine Hauptrolle. Außerdem setzte sie 2022 ihre Karriere in Kaderimin Oyunu fort. 2024 wurde Aypek für die Serie Hudutsuz Sevda gecastet.

## Filmografie
Filme
- 2018: Sessiz Terapi

Serien
- 2015–2017: Beni Affet
- 2017: Esaretim Sensin
- 2018: Beni Bırakma
- 2022: Kaderimin Oyunu
- 2024: Hudutsuz Sevda